# Arthur Farenhout
Arthur Farenhout (Rotterdam, 19 november 1972) is een Nederlands voormalig wielrenner. In 2004 behaalde Farenhout zijn beste prestatie door achter Erik Dekker en Koos Moerenhout derde te worden op het Nederlands kampioenschap op de weg. Door als beste elite zonder contract te eindigen, behaalde hij in deze categorie de Nederlandse titel.

## Belangrijkste resultaten
2000
- 1e in de Ronde van Zuid-Friesland

2001
- 1e in de Kustpijl

2003
- 1e in de Omloop van de Glazen Stad

2004
- 1e in 3e etappe OZ Wielerweekend
- Nederlands kampioenschap op de weg, elite
- Nederlands kampioenschap op de weg, elite zonder contract

2005
- Omloop van de Glazen Stad